# Stibadium corazona
Stibadium corazona là một loài bướm đêm trong họ Noctuidae.